# 라스무스 크리스텐센
라스무스 니센 크리스텐센(덴마크어: Rasmus Nissen Kristensen, 1997년 7월 11일 ~)는 덴마크의 축구 선수로 현재 독일 분데스리가의 아인트라흐트 프랑크푸르트에서 라이트 백으로 활약 중이다.